# Yuya Asahina
Yūya Asahina (朝比奈 ゆうや Asahina Yūya?,  nació el 7 de septiembre, 1980) es una artista de manga japonesa. Ella se hizo profesional con su manga que debutó en 1998. Ella fue contratada para trabajar en Ribon, pero actualmente su manga es presentado en la revista manga Margaret.

## Trabajos
- ± Junkie
- Love Luck
- Strange Orange 2006